# Claudio Misculin
Claudio Misculin (Trieste, 14 febbraio 1954 – Trieste, 20 settembre 2019) è stato un attore e regista teatrale italiano.

## Biografia
Il teatro di Claudio Misculin nasce a metà degli anni 1970, nel pieno della rivoluzione basagliana che portò alla chiusura del manicomio di Trieste e diede origine alla Legge 180, (13 maggio 1978). Claudio Misculin partecipò sin dall'inizio alle iniziative che si andavano realizzando nell'ospedale psichiatrico di Trieste dopo l'arrivo di Franco Basaglia. Avvicinandosi all'esperienza di Marco Cavallo, seguì la scultura-simbolo in varie situazioni, come ad esempio quando venne portata a Roma nel 1981, poi rielaborò personalmente e ripropose i temi della follia e della diversità in rappresentazioni teatrali, delle quali curava e rielaborava i testi.

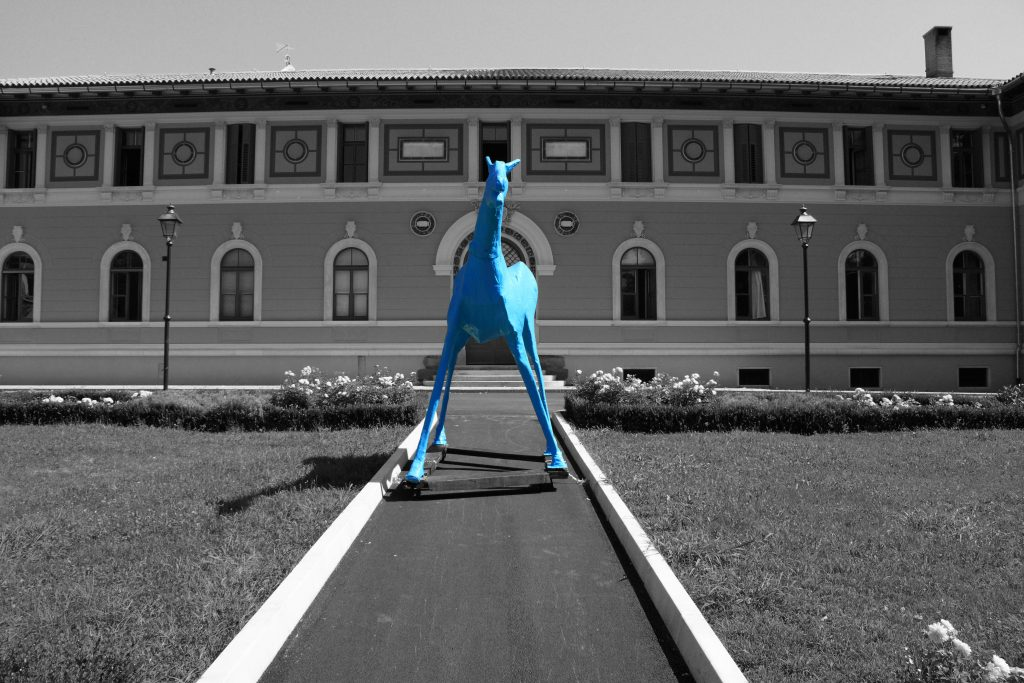
La scultura-simbolo Marco Cavallo

Di questa storia Claudio Misculin e la sua Accademia della Follia furono testimoni e partecipi costruttori. In ogni azione scenica hanno narrato di questa impresa, con parole proprie o di altri, costruendo una tra le esperienze teatrali e culturali più interessanti e originali degli ultimi decenni.
Fin dall’inizio della sua attività Misculin ha collaborato con intellettuali, autori, poeti, musicisti coreografi e registi italiani e stranieri tra i quali: Franco Rotelli, Peppe Dell’Acqua, Piero Del Giudice, Claudio Bernardi, Giuliano Scabia, Dacia Maraini, Pino Roveredo, Giuseppe D’Arrigo, Donata Roma, Giuliano Spazzali, Giancarlo Majorino, Sarah Taylor, Mario Uršič e ha attivato moltissimi progetti con enti pubblici, privati e fondazioni.
«È stato attore grandissimo, umanissimo e tormentato. Forse il più grande attore italiano» Giuliano Scabia, 2019
«La scommessa per noi attori diventa quella di mettere in discussione e di calpestare gli spazi del teatro a misura dell'uomo «insolito», per produrci in una pratica quotidiana di trasformazione della realtà che ponga le basi di un modo nuovo e diverso di produrre salute, arte, cultura e vita.» Claudio Misculin

### 1975 - 1991: Da una vita malata alla malattia del teatro
Negli anni  ’70, Claudio Misculin, a partire da una sua esperienza estrema di rischio, approda all'Ospedale Psichiatrico di Trieste. Qui trova la sua possibilità: conosce il teatro e il teatro diventerà la sua professione. Incontra Maurizio Soldà e insieme fondano il TEATRO STUDIO. 
Successivamente Misculin inizierà la sua peculiare ricerca tra Teatro e Follia. Con Lucia Lorenzi fonda il TEATRO PIRATA che parteciperà a numerosi Festival del Teatro d’avanguardia e a stages nazionali ed internazionali con gli spettacoli Allucinazioni per un figlio e Storia di un amore guerriero.
Dopo una pausa all’interno del teatro tradizionale riprende la sua originale e inesausta ricerca di forme e modi artistici per fare in modo che la follia ritorni a far parte della vita e non sia ridotta a malattia dalla forza della ragione e dalla violenza delle istituzioni.
Infatti, nel 1981, insieme ad Angela Pianca e Franco Rotelli, allora Direttore del Dipartimento di Salute Mentale di Trieste, progetta e fonda il Laboratorio di Artigianato Teatrale con il fine di formare una compagnia professionale di «matti di mestiere e attori per vocazione»  che, nel 1983 prenderà il nome di VELEMIR TEATRO.
non appartengono solo a categorie specifiche di persone, ma sono patrimonio di tutti. Perché, dal di dentro, noi sì, noi lo sappiamo: la follia appartiene alla normalità, non ne è affatto la negazione.»
(Claudio Misculin)
In quegli anni collabora alla creazione dell'Impresa Sociale, e, con la sua Compagnia, entra a far parte della Cooperativa sociale La Collina, realizzando svariate attività tra cui: Tara's Bulba, serie TV per ragazzi, che lo vedono regista e primo attore per il secondo canale della televisione nazionale italiana.
- Dal 1985 e fino al 2008, conduce ogni anno con Angela Pianca, Laboratori teatrali nelle Case Circondariali di Trieste e di Gorizia che si concludono immancabilmente con la realizzazione di un'opera artistica: performances, spettacoli, radiodrammi, video e piccole pubblicazioni.
- Nel 1990, dopo il grande successo di «Mattjakovskij», spettacolo teatrale presentato al Festival dei Teatri di Santarcangelo, Claudio Misculin e la sua compagnia finalmente vengono conosciuti e riconosciuti dal mondo del teatro italiano. Vengono inoltre invitati da Aziende Sanitarie e associazioni di diverse città (Rimini, Cremona, Milano, Suzzara, Ferrara, Padova) a tenere laboratori annuali per trasmettere il metodo di lavoro e i percorsi di ricerca teatrale.

### 1992 - 2019: Tecnica + Follia = Arte
Nel 1992 Claudio Misculin si trasferisce a Santarcangelo di Romagna e fonda, con Cinzia Quintiliani e Angela Pianca, la compagnia teatrale ACCADEMIA DELLA FOLLIA - noi siamo gli errori che permettono la vostra intelligenza. È un «originale progetto culturale capace di valorizzare la diversità, di rendere la follia, unita alla tecnica, linfa vitale per l’arte»  (Franco Rotelli), che nasce con lo scopo di coordinare il lavoro e le produzioni artistiche dei laboratori nati nelle diverse città. Un'avventura di formazione e autoformazione per l'invenzione di altre possibilità di teatro, non teoriche, ma tutte praticate.  L'esperienze delle sei Accademie in coordinamento durerà circa 16 anni.
Ad esempio nel 2010 partecipa con l'Accademia della Follia di Trieste e di Ferrara al festival Internazionale a Ferrara dove porta in scena in corso Martiri della Libertà, davanti alle persone che attendevano di entrare al teatro Comunale, un'anteprima dello spettacolo su Alda Merini.
In seguito, dopo varie traversie personali, di gruppo e istituzionali, rimarrà attiva solo l'Accademia della Follia di Trieste, arricchita dall'inserimento di alcuni matt-attori, provenienti dalle altre Accademie, che decidono di stabilirsi e di lavorare in questa città.

### Progetti internazionali
• 1985 - Germania - Blaue Karavane
Claudio Misculin con il Velemir Teatro partecipa alla Blaue Karawane con lo spettacolo «Androides 85», rigorosamente recitato in tedesco. La tournée, lunga quaranta giorni, attraversa sette città e sette manicomi della Germania: Monaco, Wiesloch, Herborn, Gutersloh, Bethel, Amburgo, Blankenburg, Brema. Il progetto ha l’obiettivo di capire a che punto è la Riforma psichiatrica in Germania a dieci anni dal varo della loro Legge. 
• 1986 - Spagna – Caravana Azul
Claudio Misculin con il Velemir Teatro organizza la Caravana Azul, tournée che attraversa tutta la Spagna con lo spettacolo «Androide 86», recitato in lingua spagnola, che dopo trenta giorni si conclude a Siviglia nel Réseau internazionale di Psichiatria. 
• 2010 Brasile - Progetto «Extravȃgancia - Tournée in Brasile 2010»
Claudio Misculin insieme all’Accademia della Follia presentano lo spettacolo «Stravaganza» testo drammaturgico di Dacia Maraini (1987) che ricostruisce, attraverso le vicende di alcuni malati, l’avvento della Legge Basaglia (1978) e le sue conseguenze. Lo spettacolo, recitato in lingua portoghese dagli attori della Compagnia, ha replicato presso: Rio de Janeiro, Belo Horizonte, Salvador, Fortaleza, Quixadà. Il Progetto ha ricevuto la «Medaglia al Merito nel Campo delle Arti, della Cultura e dello Spettacolo» da parte del Presidente della Repubblica Italiana Giorgio Napolitano.
• 2011 - Brasile - Progetto «Extravȃgancia - Tournée in Brasile 2011»
Claudio Misculin insieme all’Accademia della Follia ritornano con una nuova e più estesa tournée per soddisfare le innumerevoli richieste. Verranno realizzati 16 spettacoli ed un laboratorio teatrale in 6 Stati brasiliani e nelle seguenti città: Brasilia, Aracaju, São Paulo, São Bernardo do Campo, Porto Alégre, São Leopoldo, Rio de Janeiro, Belo Horizonte, Ouro Preto. Il Progetto ha ricevuto il patrocinio della Commissione Italiana per l’UNESCO.
• 2011 - Francia – Parigi – Futur Composé
Con lo spettacolo «La Luce Di Dentro. Viva Franco Basaglia», recitato in francese,
Claudio Misculin e l’Accademia della Follia partecipano alla manifestazione parigina: «Rencontres Européennes avec le Futur Composé» – «Culture e Psichiatrie», con la collaborazione di Francia, Italia, Belgio, Portogallo, Croazia, Spagna.
• 2013 - Brasile - L’Arte della Follia - Progetto di Cooperazione allo Sviluppo Italia/Brasile
Il progetto si è realizzato attraverso una Residenza Artistica, di tre mesi, dentro l’Ospedale Psichiatrico São Pedro di Porto Alegre, capitale dello Stato del Rio Grande do Sul, con il coinvolgimento di artisti, musicisti, attori, operatori e pazienti psichiatrici italiani e brasiliani. La residenza artistica ha prodotto lo spettacolo teatrale «Azul como a Liberdade». Il progetto artistico e culturale ha partecipato al processo di trasformazione in atto, come uno degli strumenti per dar risonanza sulla visione della salute mentale emancipata e contro le dinamiche delle esclusioni sociali.

## Teatrografia

### Teatro Pirata Misku Von Lorenz
• 1978 - Prometeo: storia di potere e ribellione - Regia di Maurizio Solda’.
• 1980 - Allucinazioni per un figlio - Testi di Lucia Lorenzi, regia di Claudio Misculin.
• 1981 - Storia di un amore guerriero - Testi di Angela Pianca, regia di Claudio Misculin.
• 1981 - Una vera storia di cappuccetto rosso - Testi di Lucia Lorenzi, regia di Claudio Misculin.
• 1981 - L'esperienza possibile - Testi di Alessandro Rosada, regia di Claudio Misculin, fotografie di Renzo Pezzani, musiche di Stellio Ficiur.
• 1982 - Der Professor Misku Von Lorenz - Testi di Lucia Lorenzi, regia di Claudio Misculin.
• 1983 - Per un teatro da slegare - Testi di Ugo Guarino, regia di Claudio Misculin.
• 1982/1983 - Claudio Misculin è attore per il Teatro Stabile Friuli Venezia Giulia - Politeama Rossetti negli spettacoli: 
L'Affare Danton per la regia di Andrzej Wajda; 
Conzai per le feste per la regia di Mario Maranzana; 
Bouvard e Pécuchet per la regia di Giulio Pampiglione.

### Velemir Teatro
• 1983 - Prime improvvisazioni: Maratona d’inverno e Il ratto dei Sabini - Testi e regia di Claudio Misculin.
• 1984 - Il giocatore di poker - Testo e regia di Claudio Misculin.
• 1984 - Antonio Freno «un fato de grande serietà» - Testi e regia di Oddo Bracci.
• 1985 - Cinghiali al limite del bosco - Testi e regia di Giuliano Scabia.
• 1985 - Androides '85 - Testi di Claudio Misculin (tratto dalle poesie di Paolo Paolin e Piero Del Giudice), regia di Claudio Misculin.
• 1986 - Shakespeariana, una ballata prigioniera per la libertà - Testi di Marino Vulcano, regia di Claudio Misculin.
• 1986 - Androides '86 - Testi di Claudio Misculin, Giancarlo Majorino, Paolo Paolin, regia di Claudio Misculin.
• 1987 - Fanno notte del giorno - Testi di Giuseppe D’Arrigo, Giancarlo Majorino, Donata Roma, Giuliano Spazzali, regia di Claudio Misculin.
• 1988 - La storia di Carmen - Testi e regia di Oddo Bracci.
• 1988 - Basaglia show - Testi di Matilde Gheblic, Paolo Paolin, Liliana De Marchi e altri a cura di Angela Pianca, regia di Claudio Misculin.
• 1989 - Robe de Omeni - Testi di Franz Xaver Kroetz, regia di Mario Uršič.
• 1989 - Un primo movimento - Testi di Giuseppe D'Arrigo e Claudio Misculin, regia di Claudio Misculin.
• 1989 - Androides '89 - Poesie e testi collettivi a cura di Angela Pianca, regia di Claudio Misculin.
• 1990 - Mattjakovskij - Testi di Vladimir Majakovskij e del Velemir Teatro, regia di Claudio Misculin.
• 1991 - Bardamu: importanza zero - Testi di Giuseppe D’Arrigo (tratto da Viaggio al termine della notte e altri testi di Louis-Ferdinand Céline), regia di Ljubiša Georgievski.
• 1990/1992 - Claudio Misculin è attore per:
- Teatro Stabile Sloveno in Slehernik di Hugo von Hofmannsthal, per la regia di Mario Uršič.
- Dramma Italiano di Fiume in: 
Trigamo di Piero Chiara per la regia di Mario Uršič;
Esercitazione alla vita di Darko Gašparović, per la regia di Georgij Paro; Antigone di Creonte per la regia di Ljubiša Georgievski; Settimo: ruba un po' meno per la regia di Mario Uršič.

### Accademia della Follia
• 1992 – Borderline - In coproduzione con la Cooperativa Edith Stein - Testi del Velemir Teatro, regia di Claudio Misculin.
• 1992 - Saldo in vita - Monologo di Alessandro Flora, testi tratti da scritti di Louis Ferdinand Céline, regia di Claudio Misculin.
• 1992 - Pazzeggiando con Chiarli - Testi di Claudio Misculin e Gabriele Palmano, regia di Claudio Misculin.
• 1992 - Genesi d'infinito - Spettacolo conclusivo del Laboratorio Teatrale presso la Casa Circondariale di Trieste - Testi di Paolo Paolin, regia Claudio Misculin.
• 1992 – Bordertrain - In coproduzione con la Cooperativa Edith Stein  - Testi collettivi con il contributo di Pier Paolo Pasolini e Giancarlo Majorino, regia di Oriana Borinato e Claudio Misculin.
• 1993 - Castigo e delitto - In coproduzione con la Cooperativa Sociale La Collina e la Cooperativa Edith Stein - Testi di Giancarlo Majorino, regia di Claudio Misculin.
• 1993 - Diritto al Delitto - Testi di Claudio Misculin, Giancarlo Majorino, Giovanni Spiga, Angela Pianca, Giuliano Spazzali, regia di Claudio Misculin.
• 1994 - La vergogna di essere un uomo - Testi di Ljubiša Georgievski, regia di Claudio Misculin.
• 1994 - Matilde G. la crepa nel cuore - Spettacolo conclusivo del Laboratorio Teatrale del CSE di Suzzara - Testi di Matilde Gheblic, regia di Claudio Misculin.
• 1994 - Parole in tuffo. Poesie al corpovoce - Testi tratto dall'omonimo libro di Giovanni Spiga e da scritti di Misculin, Giancarlo Majorino, Antonin Artaud, Tadeusz Kantor, Sisto della Palma, Satprem e Franco Rotelli - Regia di Claudio Misculin.
• 1994 - Passaggi e paesaggi - Testi collettivi a cura di Angela Pianca, regia di Claudio Misculin.
• 1995 - Mattatoio. La bell’epoca del massacro taciturno e distante - In coproduzione con Ampolla-Accademia della Follia di Cremona - Testi collettivi a cura di Angela Pianca, regia di Claudio Misculin.
• 1995 - Sogno di una notte di mezza estate - In coproduzione con la Cooperativa Edith Stein - Testi tratti da Shakespeare, regia di Claudio Misculin.
• 1995 - Storia di Augusta - Testi di Angela Pianca, dal Manoscritto di Augusta F. di Giovanna Del Giudice, regia di Claudio Misculin e Angela Pianca.
• 1996 - Crucifige - In coproduzione con Ampolla-Accademia della Follia di Cremona, testi di Nicola Arrigoni con la consulenza di Claudio Bernardi, regia di Claudio Misculin.
• 1996 - Supermatt, il presagio inosservato - Testi di Giancarlo Majorino, regia di Claudio Misculin.
• 1997 - La messa in scena - Testi e regia di Claudio Misculin.
• 1998 - La bela vita - Spettacolo conclusivo del Laboratorio Teatrale presso la Casa Circondariale di Trieste - Testi di Pino Roveredo, regia di Claudio Misculin.
• 1999 - Mattbeth - Testi e regia di Claudio Misculin (testi tratti dal Macbeth di Shakespeare).
• 1999 - Ho sognato l’assenza - Spettacolo conclusivo del Laboratorio Teatro per Bande (Rimini), testi di Claudio Misculin liberamente tratti da La vita è sogno di Pedro Calderón de la Barca, regia di Claudio Misculin.
• 2000 - Mattatoio - Testi di Paolo Crepet, Claudio Misculin, Giovanni Spiga, regia di Claudio Misculin.
• 2001 - Brazil - Testi di Graziano Scialpi, regia di Claudio Misculin e Angela Pianca.
• 2001 - Le passioni negate - Spettacolo conclusivo del Laboratorio teatrale condotto presso il Liceo Socio Psico-Pedagogico Carlo Sigonio di Modena, testi di Alda Merini, regia di Claudio Misculin e Cinzia Quintiliani.
• 2001 - Erbe ed erbacce. Da vicino nessuno è normale - Spettacolo conclusivo del Laboratorio Teatrale di Adria (USL) - Testi di M. Marin e Giancarlo Majorino, regia di Claudio Misculin.
• 2002 - Ardito Giulio Romano Italico Muscolini - Testi e regia di Claudio Misculin - Musiche e testi dei brani musicali di Bianca D’Aponte.
• 2003 - Gio' Dark Equo Cannone - Monologo di e con Francesca Varsori, regia di Claudio Misculin.
• 2003 - Matinguera - Testi di Matilde Gheblic, regia di Claudio Misculin.
• 2003 - Sognando Babilonia - Spettacolo conclusivo del Laboratorio presso la Casa Circondariale di Trieste - Testi di Richard Brautigan, regia di Claudio Misculin.
• 2004 - Il dottor Semmelweis - Testi di Angela Pianca liberamente tratti da Semmelweis di Louis-Ferdinand Céline, regia di Claudio Misculin.
• 2005 - Otto, Marta & Rolfy - In co-produzione con Dipartimento di Salute Mentale di Ferrara - Testi liberamente tratti da Franz Xaver Kroetz, regia di Claudio Misculin.
• 2005 - Teste perse, un corpo alla follia - Testi di Angela Pianca, regia di Claudio Misculin.
• 2006 - Divercity @040 - Testi di Ronald D. Laing, regia e coreografie di Sarah Taylor, Claudio Misculin, Max Campagnani.
• 2006 - Dott. Semmelweis - Produzione in lingua spagnola per il Festival Internazionale di Rio Tersero in Cordoba 9º Festival y Congreso Latinoamericano des Artistas Internados y Externados de Hospitales Psichiatricas – una Puerta a la Libertad.
• 2007 - La vita è sonno - In coproduzione con Dipartimento di Salute Mentale di Ferrara - Testi, regia e musiche originali di Federico Paino.
• 2008 - Nel confine, in ricordo di Giulio Alfredo Maccacaro - In coproduzione con Dipartimento di Salute Mentale di Ferrara - Testi e regia di Claudio Misculin.
• 2008 - La luce di dentro. Viva Franco Basaglia - Testi e regia di Giuliano Scabia.
• 2009 - Stravaganza - In coproduzione con il Teatro Stabile del Friuli Venezia Giulia - Testi di Dacia Maraini, regia di Claudio Misculin.
• 2010 - Extravagância – Tournée in Brasile 2010 – Produzione in lingua portoghese - Testi di Dacia Maraini, regia di Claudio Misculin.
• 2010 - Confinandanti - Testi liberamente tratti da I Confinandanti di Lorenzo Torresini, regia di Claudio Misculin.
• 2011 - Extravagância - Tournée in Brasile 2011 - Produzione in lingua portoghese - Testi di Dacia Maraini, regia di Claudio Misculin.
• 2012 - Lunga vita al drago - Testo di Giuliano Scabia, regia di Claudio Misculin.
• 2012 - Crucifige - La passione dissacrante della santità della follia - Testi di Claudio Bernardi, regia di Claudio Misculin.
• 2013 - Azul como a libertade – Produzione brasiliana - Testi liberamente tratti da La Luce di Dentro. Viva Franco Basaglia di Giuliano Scabia, regia di Claudio Misculin e Ana Dalbello.
• 2013 - Obelix & Asterix - Testi liberamente tratti da Asterix e il Regno degli dei di René Goscinny, regia di Claudio Misculin.
• 2014 - Io sono Dio e non voglio guarire – Testi di Claudio Misculin e Francesca Hagelskamp, regia di Claudio Misculin.
• 2017 - Dettagli inutili - Testi a cura di Claudio Misculin tratti dal libro Dettagli inutili di Alberto Fragomenti, regia di Claudio Misculin.
• 2018 - E mi no firmo - Testi di Franco Basaglia, Franco Rotelli e Peppe Dell’Acqua, regia di Claudio Misculin.
• 2019 - Le avventure del Randazzo – Testo di Dario Fo, regia di Claudio Misculin e Francesca Varsori.

## Filmografia

### Film
• Ybris, regia di Gavino Ledda (1984)
• Udodelci, regia di Francis Slack (1987)
• Mattbeth, regia di Claudio Misculin (1999) - Film liberamente tratto dal “Macbeth” di Shakespeare.
• Hamletich, regia di Claudio Misculin (2000) - Film con i detenuti della Casa Circondariale di Trieste. 
• L'alba di Luca, regia di Roberto Quagliano (2002)
• I Fratelli d'Italia, regia di Roberto Quagliano (2005)
• Fuori dalle corde, regia di Fulvio Bernasconi (2007)

### Film Documentari
• Crucifige, regia di Fabrizio Lazzaretti e Alberto Vendemmiati – Report, Rai 3 (1998)
• Le voci fuori, regia di Fabrizio Lazzaretti e Alberto Vendemmiati – Report, Rai 3 (1998)
• Socialmente Pericolosi, regia Fabrizio Lazzaretti, Rai 3 - inchiesta (2001) 
Realizzata nell’Ospedale Psichiatrico Giudiziario di Aversa ha dato inizio a un'inchiesta giudiziaria sulle condizioni di vita dei reclusi e soprattutto sull’uso dei letti di contenzione. 
• Matintour, regia di Fabrizio Lazzaretti e Paolo Santolini, Mestieri di Vivere - RAI 3 (2005)
• Trieste racconta Basaglia, regia di Erika Rossi (2012)
• A Arte da Loucura, regia di Mirela Kruel e Karine Emerich (2013)
Ha ricevuto il 1º Premio Diversidade RS (Brasile). Il film racconta la Residenza Artistica dell'omonimo progetto 
realizzato presso l'Ospedale Psichiatrico São Pedro di Porto Alegre.
• L'Académie de la Folie, regia di Anush Hamzehian (2015)
• La città che cura, regia di Erika Rossi (2019)

### Serie TV
• Taras Bulba, RAI 1 - Serie TV (1985-1988)

## Videografia
• La traviata, regia di Ugo Vicic - Mediometraggio (1987)
• La Storia di Carmen, regia di Paolo Dorio - Mediometraggio (1987)
• Corpus Anoressicus, regia di Claudio Misculin - Cortometraggio (2000)
• Le voci in corpo, i corpi della voce, regia di Paolo Dorio - Mediometraggio (2001)
• Il Cantico dei Matti, regia di Claudio Misculin, autore brano Bianca D'Aponte, musica di Bebo Baldan - Videoclip musicale (2002)
• Erbe ed erbacce, regia di Claudio Misculin - Cortometraggio (2002) 
• Anime in Fiamme, regia di Claudio Misculin - Cortometraggio (2006)
• La Casa Rossa, regia di Claudio Misculin - Cortometraggio (2006)
• Disperatamente Felici, regia di Claudio Misculin – Cortometraggio (2008)
• Stravaganza, regia di Claudio Misculin - Cortometraggio (2009)
• Maccacaro dove sei?, regia di Claudio Misculin - Cortometraggio (2009)
• Alda Merini – Donne allo Specchio, regia di Claudio Misculin - Cortometraggio (2011)
• C’è chi dice No, regia di Fabrizio Lazzaretti – Cortometraggio, Report, Rai 3 (2011)

## Riconoscimenti
•	2006 - Premio MAURIZIO MOLENA - Assegnato a Claudio Misculin per una carriera realizzata nell’ambito del disagio psichico. Premio istituito dalla Biennale Teatro e Psichiatria, Festival Internazionale del Teatro Attivo nel Disagio Psichico di Padova.
•	2008 - Premio HYSTRIO – Arte e Salute - A Claudio Misculin e al Velemir Accademia per un’attività teatrale che si distingue particolarmente nell’impegno nel campo del disagio.
•	2010 - MEDAGLIA AL MERITO nel Campo delle Arti, della Cultura e dello Spettacolo – Dal Presidente della Repubblica Italiana Giorgio Napolitano a Claudio Misculin e Accademia della Follia per il Progetto Extravagância – Tournée in Brasile 2010.
•	2011 - Patrocinio da parte della Commissione Nazionale Italiana per l’UNESCO sul Progetto Extravagância – Tournée in Brasile 2011.